# Schizoglossum tenellum
Schizoglossum tenellum är en oleanderväxtart som först beskrevs av Porphir Kiril Nicolai Stepanowitsch Turczaninow, och fick sitt nu gällande namn av George Claridge Druce. Schizoglossum tenellum ingår i släktet Schizoglossum och familjen oleanderväxter. Inga underarter finns listade i Catalogue of Life.